# Perti (cognome)
Perti è un cognome di lingua italiana.

## Varianti
Pertile, Pertili, Pertini, Pertino, Pertot, Pertotti.

## Origine e diffusione
Cognome tipicamente friulano, è presente prevalentemente nel triestino.
Potrebbe derivare dal prenome Berth o da un'aferesi di nomi come Ruperto, Cuniperto o Pauliperto o ancora da Perti in provincia di Savona.
In Italia conta circa 10 presenze.
La variante Pertini è friulana; Pertot compare a Trieste; Pertile è vicentino; Pertino è savonese e barese; Pertili e Pertotti sono quasi unici.

## Persone
- Sandro Pertini (1896-1990) – politico, giornalista e antifascista italiano. VII presidente della Repubblica Italiana
- Eugenio Pertini (1894-1945) – antifascista italiano, fratello di Sandro